# Damana

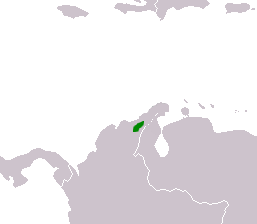
Distribució de la llengua damana

El damana és una llengua ameríndia de Colòmbia parlada per l'etnia dels wiwa o dimina. També es coneix amb diversos noms alterns: Arosario, Arsario, Guamaca, Guamaka, Maracasero, Marocasero, Sancá, Sanja, i malayo (degut al patronímic Malo, preponderant en la regió del Cesar, sense relació amb el malai.
Segona Jon Landáburu Illarramendi, director del Programa de Protecció a la Diversitat Etnolingüística (PPDE), citat pel Ministeri de Cultura de Colòmbia: 
Es dona un fort debilitament en els processos de transmissió del damana de generació a generació doncs d'un 87,5 per cent del bon ús de la llengua per part dels caps de llar, es passa a un 49,6 de bon ús entre els fills i a un 19 per cent entre els nets. És un fet preocupant de cara al futur de la llengua.
Segons l'organització Ethnologue, l'any 2001, la llengua damana era parlada per 1.920 persones. No obstant això, segons el citat Ministeri de Cultura, al febrer de 2010, el poble wiwa tenia una població de 13.627 persones, de les quals, "una mica més de la meitat de la població wiwa parla bé la llengua damana".

## Fonologia
Vocals
La llengua damana presenta set fonemes vocàlics:
|          | Anteriors | Centrals | Posteriors |
| -------- | --------- | -------- | ---------- |
| Tancada  | i         | ʉ        | u          |
| Mitjanes |           | ə        | o          |
| Obertes  |           | a        |            |
Consonants
Aquesta llengua registra 19 fonemes consonàntics:
|             |             | labials | dento- alveolars | palatals/ palatalitzades | velars | glotals |
| ----------- | ----------- | ------- | ---------------- | ------------------------ | ------ | ------- |
| oclusiva    | sordes      | p       | t                | c                        | k      |         |
| oclusiva    | sonores     |         | d                | ɟ                        | ɡ      |         |
| fricativa   | sordes      |         | s                | ɕ                        |        |         |
| fricativa   | sonores     |         | z                | ʑ                        |        |         |
| nasals      | nasals      | m       | n                |                          |        |         |
| vibrants    | simple      |         | ɾ                |                          |        |         |
| vibrants    | múltiple    |         | r                |                          |        |         |
| continuants | continuants | w       |                  |                          |        | h       |

## Escriptura i literatura
La llengua wiwa o damana s'ensenya en apartades escoles dels caserius del Cesar i Magdalena, amb base en la cartilla "Ranzhe dʉmʉna wiwa" (La meva cartilla sanka), alguns amb el suport d'antropòlegs o lingüistes o entitats oficials.
Entre els investigadors del la llengua wiwa es destaquen els lingüistes Orlando Ricaurte i Cindy S. Williams i els antropòlegs Silvia Botero, Cristina Echeverría i Alejo Santamaría. A Ricaurte es deu l'intent de publicar un noticiari en aquesta llengua, la primera nota de la qual va aparèixer en "El Observador del Cesar" (juliol de 1985):
| « | Shika Wiwa. Nabi saja yina dʉmʉnamba ukuemyi ishainukuakua 'L'observador wiwa. Els indígenes tenim el dret de comunicar-nos en la nostra pròpia llengua).' | » |